# レーベンブロイ
レーベンブロイ（ドイツ語: Löwenbräu）は、ドイツ・ミュンヘンのビール醸造所、同醸造所またはOEMによって生産されているビールの銘柄。「レーベンブロイ」はドイツ語で「ライオン(Löwen)の醸造所(Bräu)」を意味する。
過去にはレーベンブロイの名称でビールを販売していたメーカーはレーベンブロイ・マイエンをはじめとして多数あり、レーベンブロイは一般名詞的に使われていたが、その後レーベンブロイ社以外のメーカーは独自の名称に変更するか、あるいは倒産した。

## 概要
ビール純粋令に基づき原料は麦芽とホップと水のみで、副原料を使用しない伝統的ミュンヘン式ビールである。醗酵には下面醗酵が起こるタイプの下面醗酵酵母（比較的低温でも活動可能で、醗酵が終りに近づくと醗酵槽の底の方へと沈降してゆくタイプの酵母）を使用する。約5%のエタノールを含有する。

## 日本国内における販売
日本では、1983年からアサヒビールがライセンス生産していたが、2018年末に販売を終了した。
日本国内ではライセンス生産による生ビールはレーベンブロイが初で、発売当初は定冠詞「Der」を付けた「デア レーベンブロイ」（Der Löwenbräu）の名称であった。当初はドイツ国内向けに近い、濃い水色地のラベルデザインを採用していたが、1990年代よりアイボリー地のラベルデザインとなり、瓶製品はドイツ国内向けに近い形状の専用瓶からアサヒビール各種と同様の共通小瓶に変更された。
アサヒによるライセンス生産終了後は、日本市場から一時姿を消していたが、2019年10月15日より大韓民国のOBビールで製造された物がレーベンブロイとして330ml缶でアンハイザー・ブッシュ・インベブジャパンから発売されている。

## 歴史

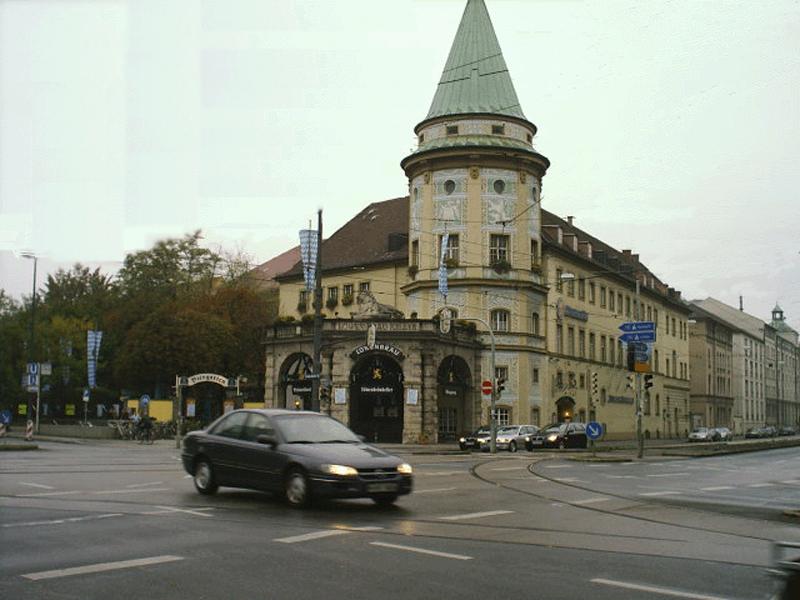
ミュンヘンにあるレーベンブロイの醸造所

レーベンブロイは1383年に"Zum Löwen"（「獅子の宿屋」）の主人により初めて作られて以降の長い歴史がある。1810年以降はミュンヘンで行われるオクトーバーフェストで出すことを許されている6つの醸造所の1つともなっている。祭りの期間中、レーベンブロイは「草原のビール」を意味する"Wiesenbier"（"Wiesn"、「ヴィーズン」はオクトーバーフェストのバイエルン州での呼び名）と呼ばれるアルコール度数の低い琥珀色のビールを醸造する。
レーベンブロイの醸造所は1945年の空襲で破壊されたが、戦後再建された。
2002年まで販売されていたレーベンブロイはミラー社がライセンス生産を行っていたものだったが、レーベンブロイ社のものとは異なり原料にトウモロコシが含まれていたので、麦芽感がオリジナル、あるいはドイツ産のビールと比較して少なかった。そのため、かつては米国内における海外ブランドのビールの中で、ハイネケンとならんでトップを争う人気であったのが、売上げが激減する。しかし、ドイツ内ではミュンヘンのトップクラスの醸造所であった。その後、アメリカのビール愛好家の要望に応える形で2002年以降レーベンブロイ社はアメリカ向けに同社のビールを「レーベンブロイ・オリジナル」の名称で輸出している。レーベンブロイは前述の通りアメリカでは「ローワンブラウ」と呼ばれていたため、レーベンブロイ社のものを「レーベンブロイ」、ミラー社のものを従来通り「ローワンブラウ」とそれぞれ呼び分けられることもあれば、共に「ローワンブラウ」と呼ばれることもある。

## 製品ラインアップ
- レーベンブロイ・ヘレス（Löwenbräu Helles)
- レーベンブロイ・エクスポート（Löwenbräu Export)
- レーベンブロイ・ヴァイセ（Löwenbräu Weisse)
- レーベンブロイ・シュヴァルツ・ヴァイセ（Löwenbräu Schwarz Weisse)
- レーベンブロイ・ピルス（Löwenbräu Pils)
- レーベンブロイ・オクトーバーフェスト（Löwenbräu Oktoberfest)
- レーベンブロイ・ヘレル・ボック（Löwenbräu Heller Bock)
- レーベンブロイ・トリウンファトール（Löwenbräu Triumphator)
- レーベンブロイ・メルツェン（Löwenbräu Märzen)